# Vanand
Vanand (en arménien Վանանդ) est une communauté rurale du marz d'Armavir, en Arménie. Elle compte 1 070 habitants en 2009.